# نیاسین
نیاسین یک ترکیب آلی و نوعی از ویتامین ب۳ است که ضد بیماری پلاگر در انسان و بیماری زبان سیاه در سگ است. این ویتامین در ساختمان مولکولی کوآنزیم نیکوتین آمید آدنین دی‌نوکلئوتید (NAD) و نیکوتین آمید آدنین دی‌نوکلئوتید فسفات (NADP) شرکت دارد.
این ویتامین بیشتر در مخمر آبجو، پوست و جوانه غلات، خرما، گوشت، کبد، کلیه و قلب و شیر بیشتر است.
با مصرف زیاد داروی نیاسین آمید سرگیجه یا از حال رفتن، خشکی پوست یا چشم‌ها، احساس داغی روی پوست، افزایش قند خون، تهوع یا استفراغ، قرحه گوارشی، خارش پوست، درد مفاصل و افزایش اوره خون گزارش شده‌است.
نام دیگر ویتامین نیکوتین آمید نوعی ویتامین PP است.